# Daphnia nivalis
Daphnia nivalis је животињска врста класе Crustacea која припада реду Anomopoda.

## Распрострањење
Ареал врсте је ограничен на једну државу. Аустралија је једино познато природно станиште врсте.

## Станиште
Станиште врсте су слатководна подручја.

## Угроженост
Ова врста се сматра рањивом у погледу угрожености врсте од изумирања.